# 二氢硼酸
二氢硼酸是一种无机化合物，化学式为H2BOH，它是乙硼烷水解的中间体。二氢硼酸不稳定，只能在水解反应中存在数秒，但其性质可通过微波谱等手段表征。该分子的B-O键键长为1.352 Å，O-H为0.96 Å，B-H为1.2 Å。分子偶极矩为1.506 D。
二氢硼酸可以形成酯，如乙硼烷和甲醇反应，可以得到二氢硼酸甲酯，但它不稳定，仅能存在约十秒。含取代基的二烃基硼酸及其衍生物则较为稳定。